# Miranshah
Pel príncep timúrida governador de Kandahar i Azerbaidjan, vegeu Miran Xah
Miranshah, Miran Shah o Miram Shah (urdú: میران شاہ) és una ciutat del Pakistan, capital del Waziristan Septentrional i de les Àrees Tribals d'Administració Federal (ATAF, o Federally Administered Tribal Areas, FATA), situada a 33° 57′ N, 70° 07′ E / 33.950°N,70.117°E. Es troba a la vall del Tochi a la comarca de Daur a uns 85 km a l'oest de Bannu i originalment foren tres o quatre llogarets separats. Sota domini britànic va ser guarnició de la Milícia de Northern Waziristan. Hi ha un camp de refugiats afganesos creat durant l'ocupació soviètica de l'Afganistan. Prop de la ciutat, a Daande Darpkhel, els americans van fer una inscursió a una madrassa i van matar 23 persones entre les quals almenys 8 nens (8 de setembre de 2008).